# Grandin (Missouri)
Grandin è un comune degli Stati Uniti d'America, situato nello Stato del Missouri, nella contea di Carter.